# Hutî, Tulciîn
Hutî (în ucraineană Гути) este un sat în comuna Kleban din raionul Tulciîn, regiunea Vinnița, Ucraina.

## Demografie
Componența lingvistică a localității Hutî
     Ucraineană (97,44%)
     Rusă (2,2%)
     Alte limbi (0,37%)
Conform recensământului din 2001, majoritatea populației localității Hutî era vorbitoare de ucraineană (97,44%), existând în minoritate și vorbitori de rusă (2,2%).